# Intitulatio
Die Intitulatio ist eine Formel, die im Protokoll eines mittelalterlichen und frühneuzeitlichen Urkundenformulars einen wichtigen Platz einnimmt. Sie gibt den Aussteller des Dokuments an und informiert über seine Stellung und Funktion. Sie ist als Selbstaussage des Ausstellers von besonderer Bedeutung für das Erkennen des Amtsverständnisses.
Zur Hervorhebung ist sie meist in der Littera elongata geschrieben. Sie steht nach der Invocatio, sofern die jeweilige Urkundenart diese vorsieht, ansonsten leitet sie die Urkunde ein, wenn es sich um eine Papsturkunde oder eine weltliche Herrscherurkunde handelt, die bei einfacheren Modellen seit dem 13. Jahrhundert in der Regel auf eine Invocatio verzichtet. Auf die Intitulatio folgen die Adresse (Inscriptio) und die Grußformel (Salutatio).
Die Formel beginnt mit dem Namen, bisweilen mit der Namenssigle des Ausstellers, gefolgt von einer Legitimationsformel (früher als Devotionsformel bezeichnet) und den eigentlichen Titelelementen, die Funktion oder Rang, seit dem 12. Jahrhundert auch das Territorium der Kompetenz angeben. Möglich ist die zusätzliche Verwendung der Personalpronomina Ego oder Nos, was entsprechend ebenfalls in volkssprachlichen Urkunden vorkommt. Je nach Epoche und Urkundenart kann die Intitulatio ganz oder teilweise in Auszeichnungsschrift geschrieben sein.

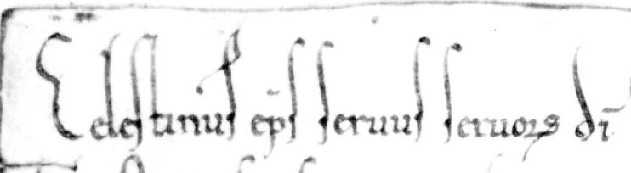
Coelestin II. für Benediktbeuern 1144
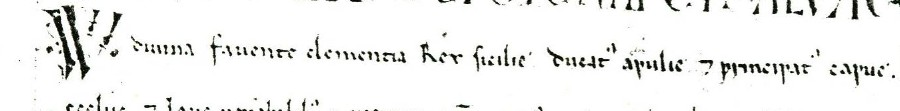
Wilhelm II. von Sizilien 1180: W. divina favente clementia rex Sicilie, ducatus Apulie et principatus Capue
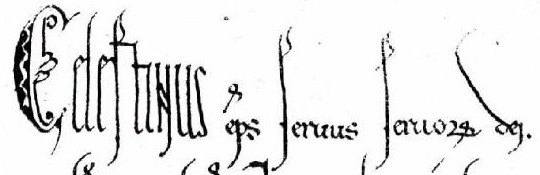
Coelestin III. für Würzburg 1195: Celestinus episcopus servus servorum Dei
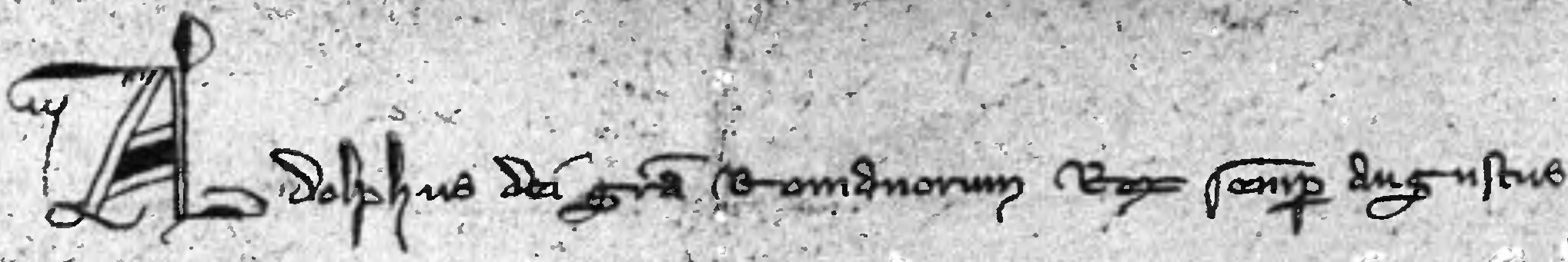
Intitulatio Adolfs von Nassau 1292: Adolphus dei gratia Romanorum rex semper augustus
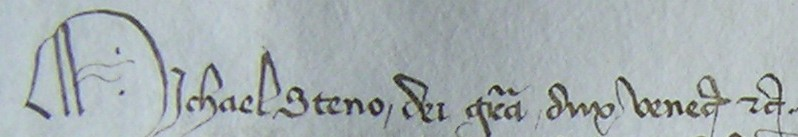
Intitulatio des Dogen Michael Steno 1402: Michael Steno Dei gratia dux Venec(iarum) etc.

Nur die Päpste verzichten in ihrem seit Gregor dem Großen festliegenden Titel episcopus servus servorum Dei (Bischof, Diener der Diener Gottes) auf eine Legitimationsformel. Für Adalbertus Samaritanus ist dies der Gegenentwurf zum Titel eines Ökumenischen Patriarchen, den Johannes IV. Nesteutes gegen den Widerstand des Papstes behauptete, für Thomas von Capua ein Zeichen der Nachahmung Christi: quia imitator est humilis Christi. In der Intitulatio der Papsturkunde fehlt bei mehreren gleichnamigen Amtsträgern die Ordnungszahl, die in anderen Urkundengattungen gebräuchlich ist. Erst in den Breven wird die Intitulatio verkürzt und der Begriff papa (Papst) als Titel benutzt: Eugenius papa IV. In der Rota, ebenfalls ein Bestandteil der feierlichen Privilegien, und in der Datierungszeile der Privilegien bei der Angabe der Pontifikatsjahre wird als Titel papa in der üblichen gekürzten Schreibweise pp verwendet, ebenso auf den Bleibullen.
Die Unterschrift des Papstes auf den feierlichen Privilegien folgt dem Schema Ego N. catholice ecclesie episcopus ss. (Ich, N., Bischof der katholischen Kirche, habe unterschrieben). Auf diesen Urkunden finden drei unterschiedliche Fassungen des päpstlichen Titels nebeneinander Verwendung.
Die Legitimationsformel mit der längsten Nachgeschichte ist die Wendung Dei gratia – von Gottes Gnaden, die nach übereinstimmender Lehre der Ars dictandi den Geistlichen und den besonders hochgestellten Weltlichen wie Kaisern, Königen oder Herzögen und Markgrafen vorbehalten war.
Im Falle einer Kollektivurkunde mit mehreren Ausstellern, werden alle mit ihrer jeweiligen Qualifikation aufgeführt. Anonymisierte Wendungen wie Nos, scabini et cives civitatis N. sind ebenfalls möglich.
Weist die Datierung der Urkunde Regierungsjahre auf, wird ebenfalls der Titel angegeben, jedoch in diesem Fall als Aussage der Kanzlei, als „Fremdaussage“. Dabei können Variationen zur Fassung der Intitulatio auftreten, vor allem durch den Zusatz domini nostri oder rühmender Prädikate. Entsprechendes gilt für die Nennung des Herrschers in sonstigen „Privaturkunden“. Nicht immer wird dabei der kanzleigemäße Titel rezipiert.